# Maître de l'Adoration Groote
Le Maître de l'Adoration Groote est un peintre anonyme, actif à Anvers au début du XVIe siècle et appartenant à l'école flamande. maniériste, il a surtout peint des compositions religieuses.

## Style

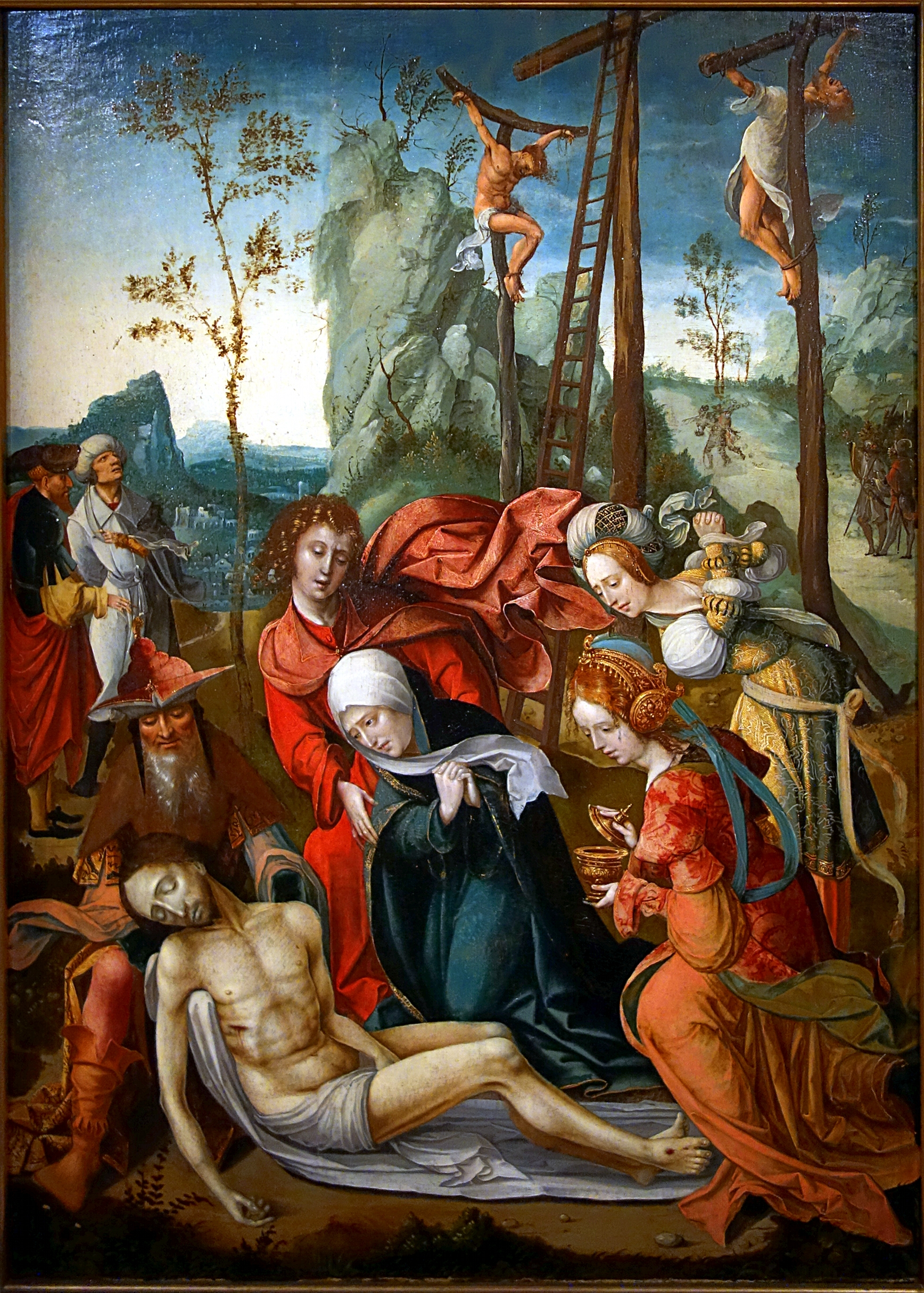
La déploration du Christ, Palais des beaux-arts de Lille

Le nom Maître de l'Adoration Groote est donné par l'historien d'art Max Jakob Friedländer qui s'est attaché à classer l'abondante production des maniéristes anversois à partir de 1915. Il provient d'un tableau que Friedländer attribue à ce groupe, un triptyque de l’Adoration des Mages qui appartenait à un certain Freiherr von Groote (de) à Kitzburg (de). La datation de l'ensemble provient de la seule œuvre qui comporte une date, un triptyque de l’Adoration des Mages daté de 1519 dont la partie centrale se trouve à Karlsruhe et les volets à Bâle. Les différences de traitement au sein même de certaines de ces œuvres incitent à penser qu'il pourrait s'agir des productions d'un atelier, voire de peintres qui ont collaboré occasionnellement.

## Œuvres attribuées
- La déploration du Christ, Palais des beaux-arts de Lille
- L’Adoration des Mages, Städel
- Triptyque de la Cène, Musées royaux des beaux-arts de Belgique
- Triptyque avec calvaire, saint Antoine et sainte Catherine, Musée national d'art de Catalogne
- Cène, New York[1]
- Pietà, Vienne[1]